# Campeonato Catarinense de Futebol Feminino de 2018
O Campeonato Catarinense de Futebol Feminino de 2018 é a 11ª edição do principal torneio catarinense entre clubes na categoria feminina. A competição de 2018 indica um clube para a disputa do Campeonato Brasileiro Feminino A-2 em 2019. O futebol feminino catarinense já conta com a participação da Kindermann  na elite do futebol feminino nacional. 

## Regulamento
O Catarinense Feminino 2018 será disputado em duas ou três fases: 1ª Fase – Turno, 2ª Fase – Returno e 3ª Fase – Finais. Na 1ª e na 2ª Fases as quatro equipes jogarão entre si no sistema de pontos corridos, em jogos de ida e volta.
Ao final da 1ª Fase – Turno, a equipe com melhor campanha estará classificada para 3ª Fase – Finais, juntamente com a equipe campeã simbólica da 2ª Fase – Returno. Caso a mesma conquiste o título simbólico do turno e do returno será declarada campeã sem a necessidade de disputa da 3ª Fase – Finais.

## Participantes
| Equipe        | Cidade   | Estádio                       | Títulos |
| ------------- | -------- | ----------------------------- | ------- |
| Chapecoense   | Chapecó  | C.T. da Chapecoense           | 0       |
| Criciúma      | Criciúma | C.T. do Criciúma              | 0       |
| Kindermann    | Caçador  | Carlos Alberto da Costa Neves | 9       |
| Marcílio Dias | Itajaí   | Hercílio Luz                  | 0       |